# Attention ! Hélicoptères
Pour plus de détails, voir Fiche technique et Distribution.
Attention ! Hélicoptères est un film documentaire français réalisé par Pierre Schoendoerffer  sorti en 1963. 

## Synopsis
Ce documentaire entend démontrer les capacités d'emploi tactique de l'hélicoptère en tant qu'arme nouvelle tout en renforçant le contact entre les militaires et le grand public, notamment les jeunes. Des prises de vue montrent en particulier des Alouette réalisant des vols tactiques au cours desquels les voilures tournantes collent littéralement au terrain en évitant arbres et obstacles au dernier moment. Toute la panoplie des missions dévolues aux hélicoptères est présentée, de l'héliportage au soutien logistique en passant par l'attaque de chars, de convois, de personnels jusqu'à la reconnaissance armée, l'évacuation sanitaire et même le tourisme !

## Fiche technique
- Réalisation : Pierre Schoendoerffer
- Date de sortie en France : 14 mars 1963
- Film : Français
- Genre : documentaire
- Format : 35 mm
- Durée : 27 minutes

## Commentaires
Attention ! Hélicoptères est un documentaire en couleur réalisé par le Service cinématographique des Armées et mis en scène par Pierre Schoendoerffer. 
Le film est présenté pour la première fois le 14 mars 1963 par le général Lalande, commandant de l'Aviation légère de l'armée de terre (ALAT) devant une audience estimée à 400 personnes comprenant entre autres le ministre des Armées M. Pierre Messmer. Une version commerciale plus courte devait faire l'objet d'une distribution dans des salles parisiennes et de province.
La présentation du court-métrage est également l'occasion de remercier les firmes Sud-Aviation, Nord-Aviation ainsi que la société de distribution Publicis.